# Островно (Тверская область)
Островно — деревня в Удомельском городском округе Тверской области России.

## География
Деревня располагается в Удомельском районе Тверской области на 17-м километре дороги от Удомли в северо-западном направлении в сторону Котлована и Липен на берегу Островенского озера.

## История
До революции Островно относилось к Кузьминской волости Вышневолоцкого уезда, в селе имелась церковь в честь Дмитрия Солунского 1778 года постройки, а вокруг располагались имения известных в этом крае помещиков: в самом селе располагалось имение «Островно» Ушаковых, в полутора километрах от села имелось имение «Горка» Турчаниновых, также имелись имения Минут и других.
В 70-е годы XIX века в селе была открыта школа.
До 2015 года входило в состав Порожкинского сельского поселения.

## Население
| 1859 | 2002 | 2010 |
| ---- | ---- | ---- |
| 38   | ↘28  | →28  |

## Известные люди
В Димитриевской церкви в разное время служили священники Владимир Дамаскин и Димитрий Беневоленский (расстрелян в 1937 году, причислен к лику святых новомучеников и исповедников церкви Русской в 1999 году).
В конце XIX — начале XX века в Островно жила и работала целая плеяда знаменитых русских художников и писателей. Первым в усадьбу Ушаковых летом 1893 года, после работы в деревне Гирино на реке Мсте, приехал Исаак Левитан с Софьей Кувшинниковой. Летом 1894 года Левитан и Кувшинникова вновь приехали в эти места и поселилились у Ушаковых в имении Островно, на берегу одноимённого озера. Здесь Левитан написал картину «Осень. Усадьба» и задумал картину «Над вечным покоем».
В имении Ушаковых разыгралась любовная драма. Невольным свидетелем этой драмы стала Татьяна Щепкина-Куперник, приглашённая Кувшинниковой. В имение Турчаниновых «Горка» приехала из Петербурга Анна Турчанинова, с которой у Левитана завязался роман. Оскорблённая Кувшинникова вернулась в Москву и больше никогда не встречалась с Левитаном.
Щепкина-Куперник так описала завязку и развитие последующих событий:

Идиллия нашей жизни к середине лета нарушилась. Приехали соседи, семья видного петербургского чиновника /Ивана Николаевича Турчанинова/, имевшего поблизости усадьбу. Они, узнав, что тут живёт знаменитость, Левитан, сделали визит Софье Петровне, и отношения завязались. Это была мать и две очаровательные девочки наших лет. Мать была лет Софьи Петровны, но очень songni, с подкрашенными губами (С. П. краску презирала), в изящных корректных туалетах, с выдержкой и грацией петербургской кокетки… И вот завязалась борьба.
Мы, младшие, продолжали свою полудетскую жизнь, а на наших глазах разыгрывалась драма… Левитан хмурился, всё чаще и чаще пропадал со своей Вестой /собакой/ «на охоте». Софья Петровна ходила с пылающим лицом, и кончилось всё это полной победой петербургской дамы и разрывом Левитана с Софьей Петровной…
Но и дальнейший роман Левитана не был счастлив: он осложнился тем, что старшая дочка героини влюбилась в него без памяти и между ней и матерью шла глухая борьба, отравившая все последние годы его жизни.
А много лет спустя, когда ни Левитана, ни Кувшинниковой уже не было в живых, — я… описала их историю в рассказе «Старшие», напечатанном в «Вестнике Европы»: теперь можно в этом сознаться!

Левитан переселился в имение Турчаниновых. У впадения в озеро ручья, который разделял земли усадьбы Турчаниновых, специально для Левитана был построен двухэтажный дом под мастерскую, так как в усадьбе не было больших комнат для работы (мастерскую в шутку называли «синагога»). Мастерская сгорела, как вспоминают, ещё при Турчаниновых в начале 1904 году.
В середине марта 1895 года Левитан снова приехал в Горку. Именно тогда за несколько сеансов он написал с дома Турчаниновых картину «Март».
Но «сильнейшая меланхолия доводила его до самого ужасного состояния». 21 июня 1895 года Левитан сымитировал попытку самоубийства — стрелялся. То, что «попытка самоубийства» было театральным жестом, свидетельствует и сообщение врача И. И. Трояновского, который, вспоминая об этом, писал 8 декабря 1895 года: «… я вообще следов раны у него не видал, слышал от него об этом, но отнёсся к этому, как к покушению „с негодными средствами“ или как к трагической комедии». По просьбе самого Левитана и последующей просьбе Анны Турчаниновой в Горки в июле 1895 года приехал и навестил друга Антон Чехов. Чехов убедился, что опасности для жизни нет, погостил 5 дней и вернулся в Москву, потрясённый происшедшим.
В 1895 году Чехов таким образом описывал Островно:

Пришла телеграмма, и я очутился на берегу одного из озёр в 70-90 верстах от ст. Бологое. Проживу я здесь неделю или полторы и поеду назад в Лопасню. Здесь на озере погода унылая, облачная. Дороги кислые, сено паршивое, дети имеют болезненный вид… Сюда я только что приехал и располагаюсь в двухэтажном доме, вновь срубленном из старого леса на берегу озера. Вызвали меня сюда к больному. Вернусь я домой, вероятно, дней через 5, но если напишете мне, то я успею получить. Имение Турчаниновой. Холодно. Местность болотистая. Пахнет половцами и печенегами.
По мотивам увиденной в Островно любовной драмы Чехов написал рассказ «Дом с мезонином» и пьесу «Чайка», вызвавшие обиду у Левитана.
В августе Левитан написал «Ненюфары», а осенью на реке Съеже в полукилометре от усадьбы — «Золотую осень». В Островно Левитана навещали артисты Владимир Давыдов и Лаврентий Донской.
Впоследствии в имении Горки жили и работали художники Витольд Бялыницкий-Бируля, Александр Моравов, Николай Богданов-Бельский, Константин Коровин, Станислав Жуковский, Василий Рождественский, философ Борис Вышеславцев, писатель Николай Зворыкин. Константин Коровин в Островно написал работы «Женщина с гитарой» (1919), «В комнате» (1919), «У окна» (1919), «Женский портрет» (1920, вероятно, портрет Вышеславцевой), «На террасе» (1920), «Полдень на террасе».
В селе в последние годы жизни жила и умерла в 1942 году историк и филолог Анна Хоментовская, исследовавшая итальянский гуманизм эпохи Возрождения.

## Галерея
- И.И. Левитан. «Осень. Усадьба». Картина была написана в 1894 году, когда Левитан гостил в имении Горка[5].
- И.И. Левитан. «Над вечным покоем». Этюды к картине написаны художником в Островно[10].
- И.И. Левитан. «Март». На картине изображена часть главного дома усадьбы Горка[5].
- И.И. Левитан. «Ненюфары». Картина написана в Островно.
- И.И. Левитан. «Золотая осень». Картина написана на берегу реки Съежа, недалеко от Островно.
- И.И. Левитан. «Осенний пейзаж с церьковью (Церковь в Островно)»[3].
- И.И. Левитан. «Весна. Белая сирень (Дом в Островно)»[3]
- Н.П. Богданов-Бельский. «Новые хозяева (Интерьеры дома в Островно)»[3].
- Н.П. Богданов-Бельский. «Дети на уроке». На картине изображены ученики Островенской школы[2].
- А.В. Моравов. «У окна. Портрет В.В. Ушаковой»[3].